# Faixa de Fronteira
No Brasil, a legislação que trata da faixa de Fronteira é a Lei n° 6.634, de 2 de maio de 1979, regulamentada pelo Decreto n° 85.064, de 26 de agosto de 1980, cujo teor foi ratificado pela Constituição Federal de 1988, no parágrafo segundo do artigo 20.
Descrição :
Cadastro dos municípios brasileiros com área total ou parcialmente localizada na Faixa de Fronteira, que é a faixa interna de 150 km de largura, paralela à linha divisória terrestre do território nacional, agregando as informações existentes (código geográfico e nome do município) com as produzidas na identificação e/ou classificação do município dentro da faixa, tais como: fronteiriço, parcial ou totalmente na faixa, referências da sede a linha de fronteira e ao limite da faixa interna.
Objetivo:
A finalidade principal é a identificação das unidades político-administrativas do Brasil localizadas na Faixa de Fronteira que estão sob as regras de segurança nacional, em especial, no tocante a obras públicas de engenharia civil, participação de estrangeiros em propriedades rurais ou empresas nestas áreas, concessões de terras e serviços e auxílio financeiro do governo federal; secundariamente, no tocante a gratificação especial de localidade. 
Essa área está sujeita a regras especias de uso do solo, de propriedade e de exploração econômica.